# Reinos víquingues da Noruega

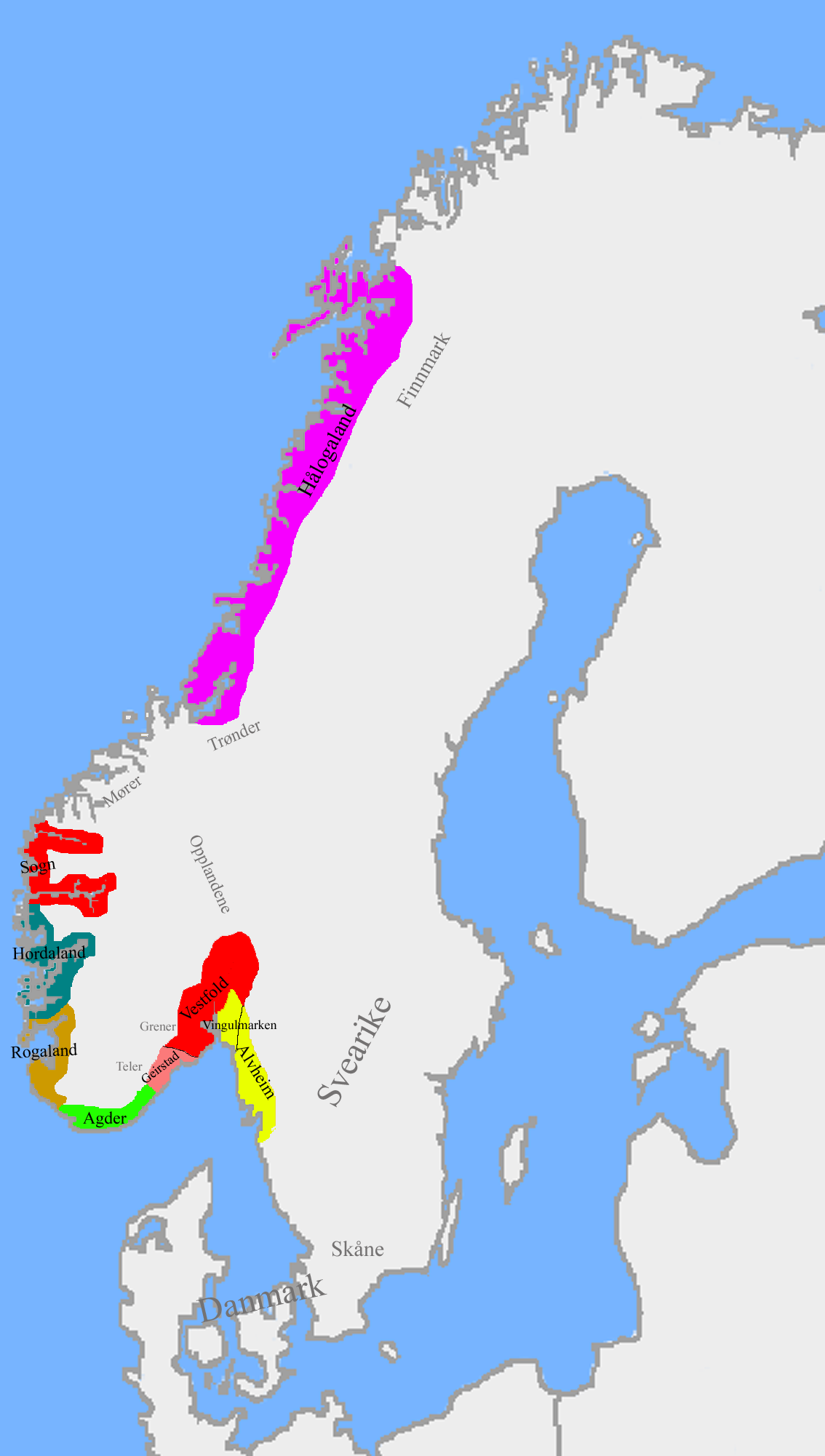
Pequenos reinos da Noruega por volta de 860

Os reinos víquingues da Noruega (também denominados fylki) foram pequenos territórios governados por caudilhos que tinham a excelência de monarcas absolutos. Esses territórios formariam mais tarde o Reino da Noruega. Antes da unificação da Noruega no ano de 872 por Haroldo I, e durante o período de desagregação seguida da morte do rei, o país estava dividido em pequenos reinos, alguns do tamanho de uma pequena vila e outros não muito diferentes da atual divisão territorial como condados. 
No período dos primeiros registos históricos da Escandinávia, por volta de 700, havia um determinado número de entidades políticas na Noruega. Não se sabe exatamente quantas, pois variavam constantemente com heranças, conquistas e circunstâncias, mas estima-se que durante a Era Víquingue, existiram pelo menos nove reinos bem documentados no oeste da Noruega. O arqueólogo Bergljot Solberg, baseado em fontes históricas, calculou certa de uma vintena que compreende atualmente todo o país.
Não existe uma fonte escrita fiável que detalhe o título referente aos governantes dessas entidades, reis, príncipes ou jarls, nem tão-pouco as fronteiras definidas entre uns e outros. As sagas reais que mencionam estes reinos foram escritas antes dos séculos XII e XIII pelo que pressupõe um certo grau de erro. Além disso, a informação dos poemas dos escaldos advinham principalmente da tradição oral e a credibilidade dos dados continua tema de debate entre os historiadores. Não obstante, entre as sagas destaca-se Heimskringla de Snorri Sturluson, que faz menção aos governante destes territórios como konungr (ou rei), em Agder, Alvheim, Hedemarca, Hordalândia, Mória Setentrional, Romsdal, Rogalândia, Romerícia, Sogn, Solør, Mória Setentrional, Trøndelag, Folde Ocidental e Vica. No caso de Halogalândia, o título do governante era jarl (equivalente a conde), entre os quais se destacam os Jarls de Lade em Trontêmio, com significante influência política e militar, os jarls de Møre a Norte. Dependendo da saga ou da fonte utilizada para a informação, os governantes são também mencionado enquanto reis, hersirs, jarls ou príncipes subjugados. Ao longo do século IX, determinados territórios menores uniram-se até formarem extensas regiões, pelo que Haroldo I unificou o reino sob o seu controlo supremo; a partir daí, muitos desses antigos reinos converter-se-iam em condados sob autoridade real e com uma ou  outra tentativa de cobrar a independência novamente.